# Campylocera piceiventris
Campylocera piceiventris är en tvåvingeart som beskrevs av Friedrich Georg Hendel 1914. Campylocera piceiventris ingår i släktet Campylocera och familjen Pyrgotidae. Inga underarter finns listade i Catalogue of Life.